# مدينة مفتوحة (رواية)
مدينة مفتوحة (بالإنجليزية: Open City) هي رواية للكاتب النيجيري الأمريكي تيچو كولى صدرت عام 2011. تدور أحداث الرواية في المقام الأول في مدينة نيويورك[بحاجة لمصدر]، وهي تتعلق بمهاجر نيجيري يدعى جوليوس، الذي انفصل مؤخراً عن صديقته. حظيت الرواية بالثناء على نثرها وتصويرها لنيويورك.
تم إدراجها في العديد من قوائم نهاية العام لأفضل الكتب التي نشرت في عام 2011. 7

## الحبكة
جوليوس، وهو رجل أكمل السنة الأخيرة من زمالة الطب النفسي، يجول في شوارع مدينة نيويورك ويلتقي بمجموعة متنوعة من الناس على مدى عام.

## الهيكل
لا تحتوي الرواية على حبكة جوهرية، وتعتمد بدلاً من ذلك على رؤى يوليوس و «آلامه» من خلال مدينة نيويورك والعالم الأوسع لدفع الكتاب.
تمت مقارنة بنية الكتاب وتركيبته بعمل و. ج. سيبالد، وعلى الرغم من أن الرواية المفتوحة لديها فصول «منفصلة اسميا»، إلا أن عدم وجود علامات ترقيم يعطيها «جو النص المكتوب في فقرة واحدة متصلة». وقد شُبِّه هذا الأسلوب بهيكل اليوميات.

## الاستقبال النقدي
كان النقاد إيجابيين في الغالب في مراجعاتهم للرواية. قارنت ميتشيكو كاكوتاني، الكاتبة في صحيفة نيويورك تايمز، العمل مع عمل و. ج. سيبالد وقالت إن فشل كول في "تصوير اغترابه بشكل درامي … أكد على أن الطابع المخصص للسرد العام.
وفي مجلة نيويوركر (The New Yorker)، أشاد جيمس وود بإدراج كول للنظرية النقدية على أنها ليست انتقاصاً ساخراً من المجال الأكاديمي أو «[ازدهاراً] لإظهار شهادات المؤلف».